# Paški zaljev
Paški zaljev – zatoka w Chorwacji, część Morza Adriatyckiego.

## Opis
Z Kanałem Welebickim łączy się poprzez cieśninę Paška vrata. Wymiary zatoki to 22,5 × 4 km, a maksymalna głębokość to 45 m. Na jej końcu znajduje się słone jezioro o długości 6,5 km wraz z saliną.
Największe miejscowości położone nad zatoką to Pag, Metajna i Zubovići.